# Ars Technica
Ars Technica (dal latino, "arte della tecnologia") è un sito web di notizie e informazione tecnologica creato da Ken Fisher e Jon Stokes nel 1998. Pubblica notizie, recensioni e guide su argomenti riguardanti software, hardware, informatica, computer, scienza.
Nel maggio 2008 Ars Technica è stato venduto a Condé Nast Digital, la divisione online di Condé Nast Publications. Condé Nast acquistò il sito insieme ad altri due per 25 milioni di dollari e lo integrò al gruppo Wired Digital, che includeva Wired News e Reddit. Gran parte dello staff di Ars Technica lavora da casa. Una parte significativa lavora a Chicago e nella Area della Baia di San Francisco, negli Stati Uniti.
I ricavi di Ars Technica derivano principalmente dalla pubblicità online e dagli abbonamenti a pagamento. Il sito fu oggetto di una controversia quando nel 2009 impedì agli utenti che utilizzano Adblock e software simili ad accedere al sito.

## Storia
Ken Fisher e Jon Stokes hanno creato il sito web Ars technica e la società corrispondente nel 1998. Lo scopo era quello di pubblicare articoli e guide relativi a software, hardware, computer e informatica; gli autori del sito erano all'epoca distribuiti in tutti gli Stati Uniti; Fisher viveva a Boston nella casa dei genitori e Stokes a Chicago.
Il 19 maggio 2008, Ars Technica è stato venduto alla Condé Nast Digital, la divisione online di Condé Nast Publications. Nella stessa operazione Condé Nast Digital acquistò altri due siti web, non legati fra loro: Webmonkey e HotWired. Ars Technica venne incorporato nel gruppo Wired Digital, che all'epoca includeva anche Wired News e Reddit. In un'intervista al New York Times, Fisher rivelò che altre società si erano offerte di acquistare il sito e che lo staff del sito accettò la proposta di Condé Nast perché offriva la migliore possibilità di trasformare il loro hobby in un lavoro vero e proprio. Fisher, Stokes e altri otto membri dello staff vennero assunti da Condé Nast, con Fisher caporedattore.
I licenziamenti collettivi che interessarono Condé Nast nel novembre 2008 coinvolsero diversi siti web della compagnia e fra gli altri anche Ars Technica.

## Contenuti
Il contenuto degli articoli pubblicati da Ars Technica sono generalmente rimasti gli stessi dalla sua creazione nel 1998 e sono divisi in quattro categorie: News (notizie), Guides (guide), Reviews (recensioni), e Features. Il sito web ospita inoltre OpenForum, un forum web gratuito per la discussione di argomenti vari.
All'inizio, Ars Technica ripropone contenuti già trattati ed esaminati da altri siti analoghi. Ars Technica aggiungeva un breve commento alle notizie, generalmente alcuni paragrafi, e un link alla fonte originaria. Dopo l'acquisto da parte di Condé Nast, Ars Technica ha cominciato a pubblicare notizie originali. Una parte significativa delle notizie pubblicate attualmente sono contenuti originali e soltanto una piccola parte sono riprese da siti concorrenti o analoghi.
I Features sono lunghi articoli che esplorano un argomento in profondità. Per esempio, il sito pubblicò nel 1998 una guida sull'architettura CPU intitolata "Understanding CPU caching and performance". Un articolo del 2009 ha esposto in dettaglio la teoria scientifica, fisica, prove matematiche e applicazioni del computer quantistico.
Ars Technica è scritto con un tono meno formale rispetto ai giornali tradizionali. Diversi autori degli articoli hanno una formazione postlaurea e molti di loro lavorano presso istituti di ricerca pubblici o privati.
Il 12 settembre 2012 Ars Technica ha registrato il più alto livello di traffico di sempre con la copertura dell'uscita dell'iPhone 5. Sono state consultate 15,3 milioni di pagine, 13,2 milioni delle quali venivano dal live blog che copriva l'evento.

## Modello di business
Il ricavi del sito Ars Technica sono sempre provenuti principalmente dalla pubblicità online. Inizialmente gestita da Federated Media Publishing, la vendita di spazi pubblicitari sul sito è attualmente in mano a Condé Nast. Insieme alla pubblicità online, Ars Technica vende abbonamenti (Ars Premium subscriptions) al sito sin dal 2001. Gli abbonati non vedono la pubblicità, possono accedere ad articoli esclusivi, vedono post esclusivi in alcune aree del forum e partecipare alle chat room con persone dell'industria informatica. In una misura minore, i ricavi derivano dalla sponsorizzazione di alcuni articoli. Una serie di articoli sul futuro della collaborazione è stata sponsorizzata da IBM, e la sezione del sito Exploring Datacenters è sponsorizzata dalla compagnia NetApp.

### Blocco degli utenti di Adblock
Il 5 marzo 2010, Ars Technica ha sperimentalmente bloccato i lettori che usavano Adblock, uno dei software che consente di non visualizzare gli spazi pubblicitari dei siti web. Fisher stimò che circa il 40% dei lettori aveva un'applicazione di questo genere installata sul proprio browser. Il giorno successivo il blocco a questo tipo di utenti venne tolto e venne pubblicato un articolo intitolato "Why Ad Blocking is devastating to the sites you love" con l'obiettivo di disincentivare le persone ad utilizzare Adblock e i software analoghi.
Il blocco e l'articolo furono controversi, generando articoli su altri siti web e una più ampia discussione sull'etica relativa alla pubblicità. I lettori di Ars Technica in generale seguirono il consiglio di Fisher; il giorno dopo la pubblicazione dell'articolo, 25.000 lettori che usavano il software disattivarono Adblock e software analoghi quando navigavano su Ars Technica e 200 lettori sottoscrissero un abbonamento.